# Conistra subnigra
Conistra subnigra är en fjärilsart som beskrevs av Adrian Hardy Haworth 1809. Conistra subnigra ingår i släktet Conistra och familjen nattflyn. Inga underarter finns listade i Catalogue of Life.